# Speta-Blaustern
Der Speta-Blaustern (Scilla spetana) ist eine Pflanzenart aus der Gattung der Blausterne (Scilla) in der Familie der Spargelgewächse (Asparagaceae).

## Beschreibung

Blüte; A: Seitenansicht; B: Unteransicht; C: Aufsicht; D: Aufsicht, Fruchtknoten und Staubblätter entfernt

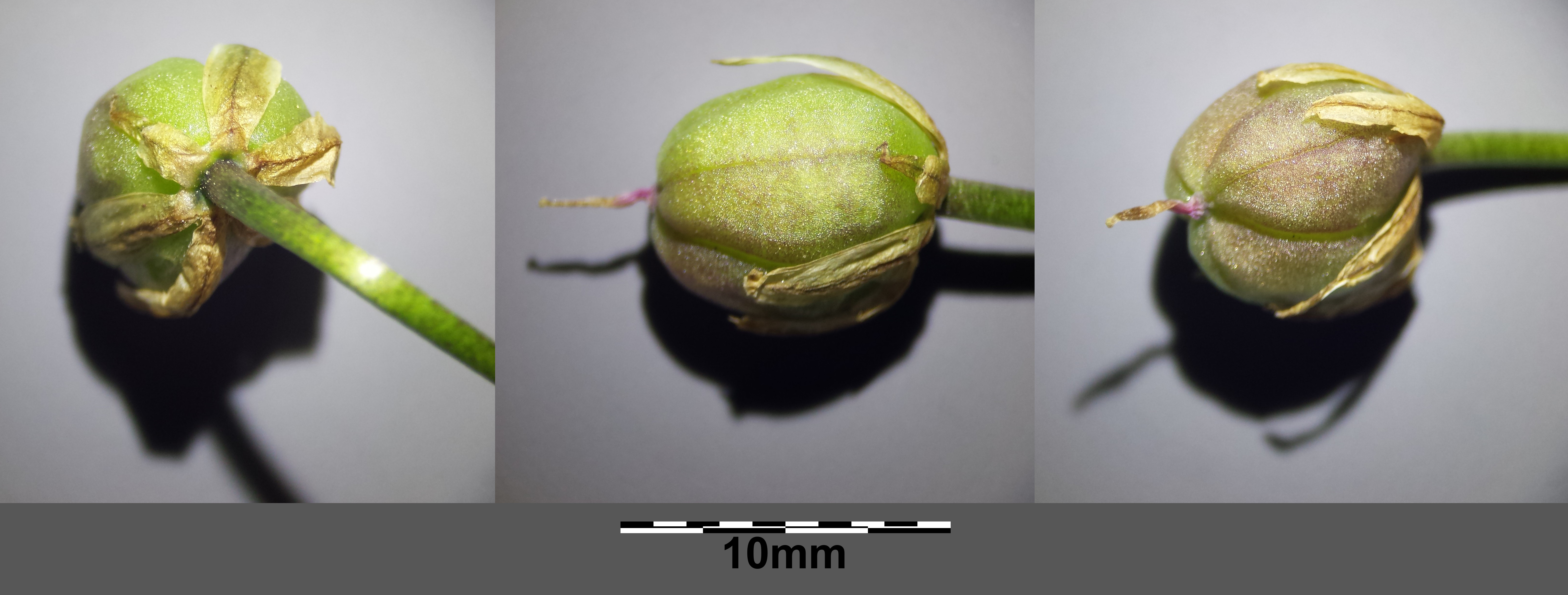
Frucht

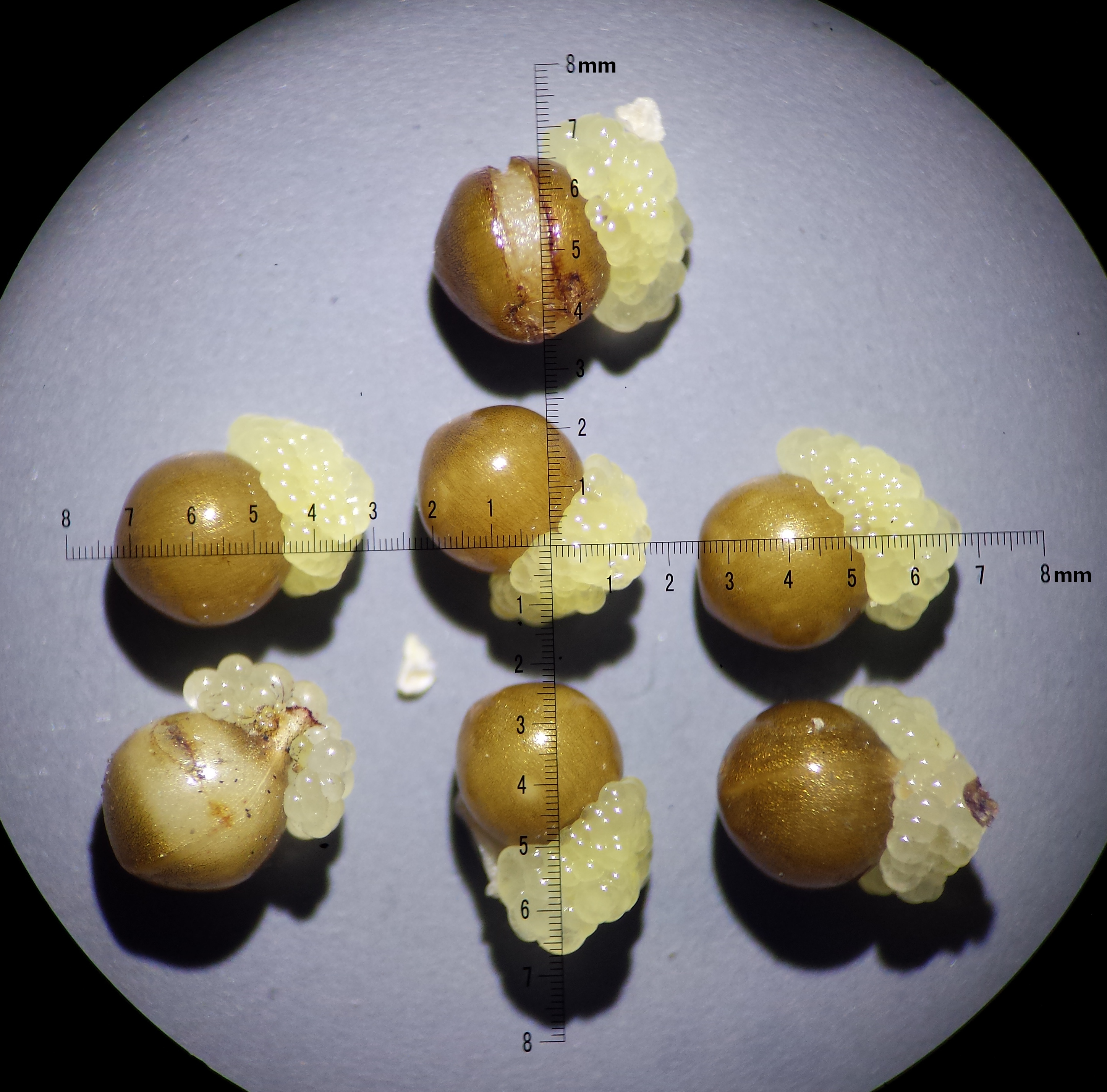
Samen mit Elaiosom

### Vegetative Merkmale
Der Speta-Blaustern ist eine ausdauernde, krautige Pflanze, die Wuchshöhen von 10 bis 20 cm, in seltenen Fällen von nur 5 cm erreicht. Dieser Geophyt bildet Zwiebeln als Überdauerungsorgane aus. Aus jeder Zwiebel entspringen genau ein stielrunder, grüner, manchmal leicht purpurner Stängel und zwei, in seltenen Fällen drei grasgrüne Laubblätter. Weitere Laubblätter sowie Deck- und Vorblätter sind nicht vorhanden.

### Generative Merkmale
Die Blütentraube ist weitgehend schirmförmig. Die freien, sternförmig abstehenden Perigonblätter sind 10 bis 15 mm, manchmal bis zu 17 mm lang und leuchtend hellblau bis tief kornblumenblau und 3 bis 4 mm breit. Die Blütenknospen wie auch der Fruchtknoten und die sechs Staubfäden sind ebenfalls blau. Antheren und Pollen sind weinrot. Der 0,7 bis 3 mm lange Griffel geht allmählich in den Fruchtknoten über. Der Samen ist dunkelbraun, hat eine glatte Schale und einen Durchmesser von 3,5 mm.

### Ökologie
Der Speta-Blaustern blüht von März bis April.

### Chromosomenzahl
Die Art ist hexaploid mit 2n = 54.

## Vorkommen
Der Speta-Blaustern ist sehr selten. Außer in Ungarn kommt er nur im niederösterreichischen Weinviertel im Kreuttal vor. Er wächst in Auwäldern der collinen Höhenstufe.

## Systematik
Scilla spetana gehört zur Artengruppe Scilla bifolia agg. und wird nicht immer von der Art Scilla bifolia s. lat. abgetrennt, sondern beispielsweise als Unterart betrachtet: Scilla bifolia L. subsp. spetana (Kereszty) Trávn.